# Schleifbahn
| Karte der Schleifbahn und der Hafenbahn von 1888 |                      |                                                        |                                                        |
| Streckenlänge: | 3,1 km               |                                                        |                                                        |
| Spurweite: | 1435 mm (Normalspur) |                                                        |                                                        |
| |                      |                                                        |                                                        |
| \| \| \| von Ludwigshafen \| \| \| \| \| Mannheim Hauptbahnhof \| \| \| \| \| \| \| \| \| 0,0 \| Badische Bahnen und Main-Neckar-Eisenbahn-Gesellschaft \| Badische Bahnen und Main-Neckar-Eisenbahn-Gesellschaft \| \| \| \| Alter Bahnhof \| \| \| \| \| Friedrichring \| \| \| \| \| \| \| \| \| \| Neckar-Hafen \| \| \| \| \| Luisenring \| \| \| \| 3,1 \| Rheinhafen \| Rheinhafen \| \| \| \| Hauptzollamt \| \| \| \| \| zum Hauptbahnhof \| \| |                      |                                                        |                                                        |
| Strecke |                      | von Ludwigshafen                                       | von Ludwigshafen                                       |
| Bahnhof |                      | Mannheim Hauptbahnhof                                  | Mannheim Hauptbahnhof                                  |
| Abzweig geradeaus und ehemals von links · Strecke von rechts (außer Betrieb) |                      |                                                        |                                                        |
| Strecke · Abzweig geradeaus und nach links (Strecke außer Betrieb) · Strecke von rechts (außer Betrieb) | 0,0                  | Badische Bahnen und Main-Neckar-Eisenbahn-Gesellschaft | Badische Bahnen und Main-Neckar-Eisenbahn-Gesellschaft |
| Kopfbahnhof Streckenende (Strecke außer Betrieb) · Strecke (außer Betrieb) |                      | Alter Bahnhof                                          | Alter Bahnhof                                          |
| Strecke (außer Betrieb) |                      | Friedrichring                                          | Friedrichring                                          |
| Strecke von links (außer Betrieb) · Abzweig geradeaus und nach rechts (Strecke außer Betrieb) |                      |                                                        |                                                        |
| Betriebs-/Güterbahnhof Streckenende (Strecke außer Betrieb) · Strecke (außer Betrieb) |                      | Neckar-Hafen                                           | Neckar-Hafen                                           |
| Strecke (außer Betrieb) |                      | Luisenring                                             | Luisenring                                             |
| Dienststation / Betriebs- oder Güterbahnhof (Strecke außer Betrieb) | 3,1                  | Rheinhafen                                             | Rheinhafen                                             |
| Dienststation / Betriebs- oder Güterbahnhof (Strecke außer Betrieb) |                      | Hauptzollamt                                           | Hauptzollamt                                           |
| Strecke (außer Betrieb) |                      | zum Hauptbahnhof                                       | zum Hauptbahnhof                                       |

Die Schleifbahn, auch Ringbahn genannt, war eine Bahnstrecke von 1854 bis 1879 im Stadtgebiet von Mannheim, die ausschließlich dem Güterverkehr diente.

## Infrastruktur
Die ursprünglich 3,1 km lange Strecke war eingleisig. Sie verband das Gleisvorfeld des Alten Bahnhofs mit dem Hafenbahnhof am Neckar. Sie verlief am östlichen Rand der Innenstadt an der damaligen Ringstraße entlang (heute: Kaiserring, Friedrichsring) und dann ab der Kettenbrücke am Neckar zum Neckarhafen im Bereich Jungbusch.

## Geschichte
Mannheims erster Bahnhof, später „Alter Bahnhof“ genannt, der am 12. September 1840 eingeweiht wurde, war als reiner Personenbahnhof realisiert und lag weit ab von den Hafenanlagen, was den Güterumschlag sehr aufwändig machte.
Ab 1852 übertrafen aber bei den Großherzoglich Badischen Staatseisenbahnen die Einnahmen aus dem Güterverkehr die des Personenverkehrs. Der Bahnhof und die Hafenanlagen wurden deshalb mit einer Strecke verbunden, die die Bezeichnung Schleifbahn erhielt, aber auch „Hafen-“, „Ring-“ oder „Gürtelbahn“ genannt wurde. Der Bau kostete 370.000 Gulden. Eine offizielle Probefahrt wurde am 8. November 1854 durchgeführt; am 10. Februar 1855 wurde die Bahn dem Betrieb übergeben.
Zum Betrieb der Trajektanstalt für einen Fährverkehr zum Transport von Eisenbahnwaggons über den Rhein von 1863 bis 1867 erfolgte eine Weiterführung der Gleise entlang der Quadrate des Rings bis etwa D 7 und dann beim Hauptzollamt über den Hafen zum Rhein.

Infolge der raschen Entwicklung der Eisenbahn wurden die Bahnanlagen in der Stadt in der zweiten Hälfte des 19. Jahrhunderts mehrfach umgestaltet: 1876 wurde der „Alte Bahnhof“ als Personenbahnhof durch den Hauptbahnhof abgelöst, aber als Ortsgüterbahnhof weiter verwendet. 1877 wurde die Verbindungsstrecke zwischen dem Hauptbahnhof und dem neuen Zentralgüterbahnhof im Mühlauhafen in Betrieb genommen. Der Bahnhof am Neckarhafen wurde damit von Westen her in einem Bogen an die neue Strecke angeschlossen und die dann entbehrliche Ringbahn 1879 aufgegeben. Auch der alte Bahnhof ging außer Betrieb, die Anlagen wurden in der Folge abgerissen und die Brachflächen von der expandierenden Stadt Mannheim überbaut. Baulich ist davon heute nichts mehr erhalten.

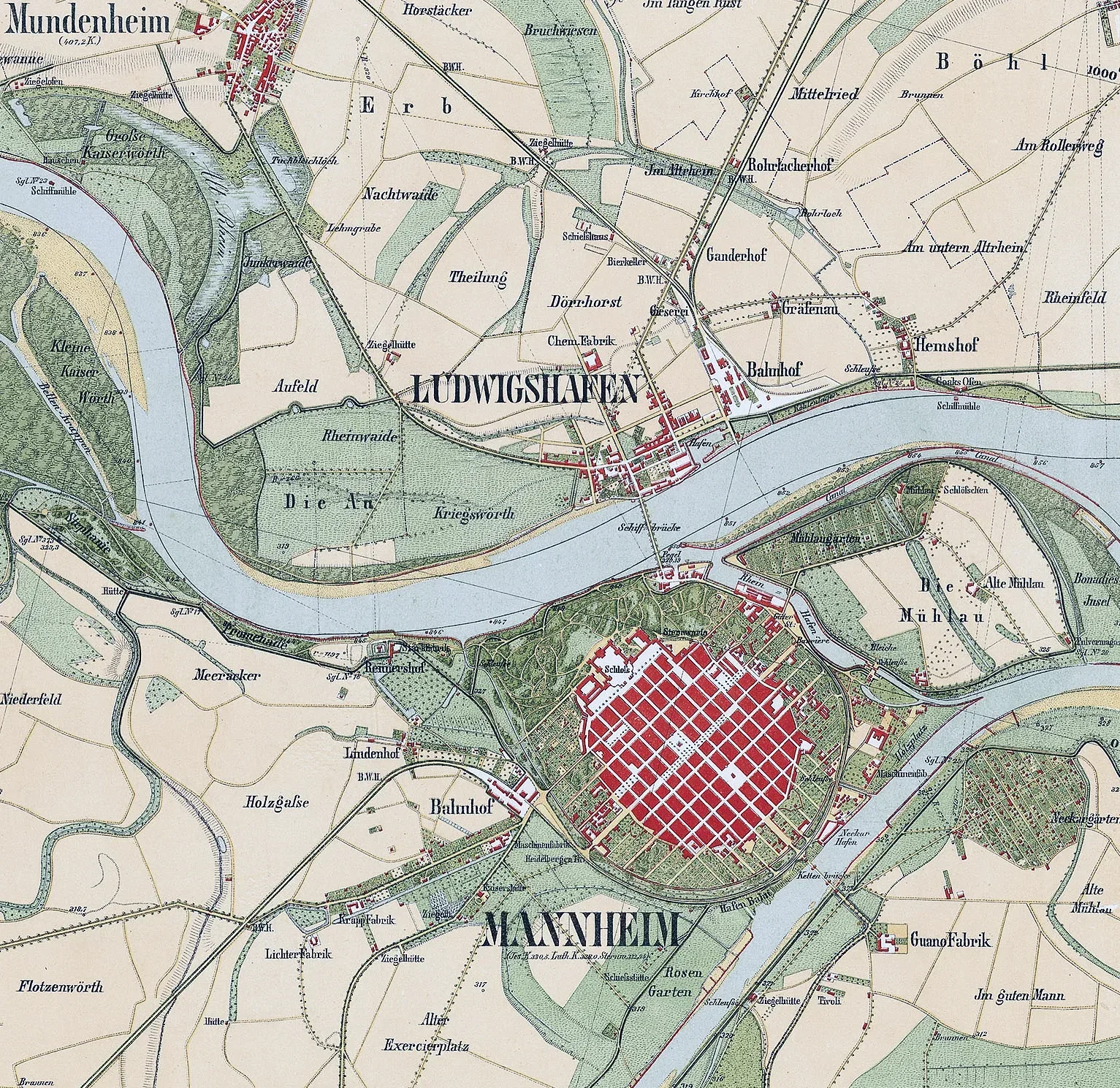
Alter Bahnhof und Schleifbahn 1858
Verbindungsstrecke um 1860
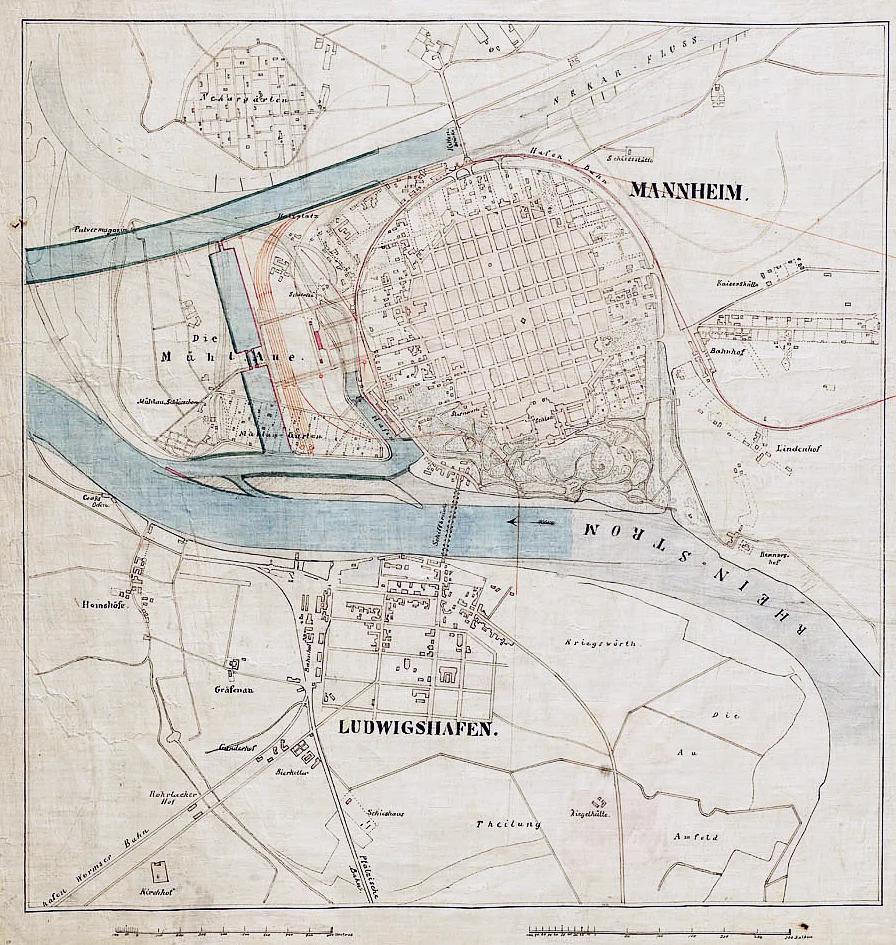
Projekt einer Anbindung der Rheinbrücke an den alten Bahnhof über die Schleifbahn
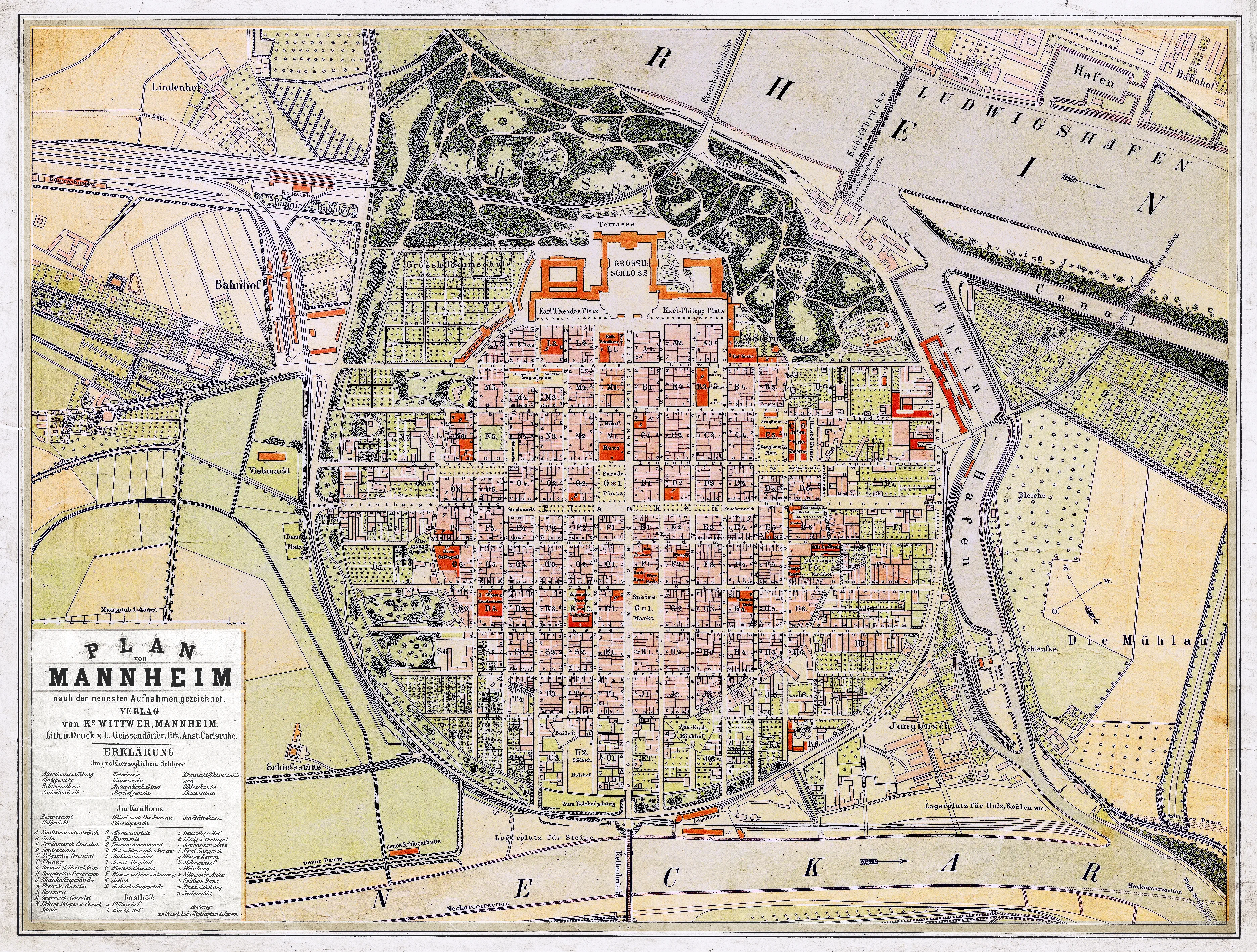
Alter und neuer Bahnhof mit Schleifbahn um 1868
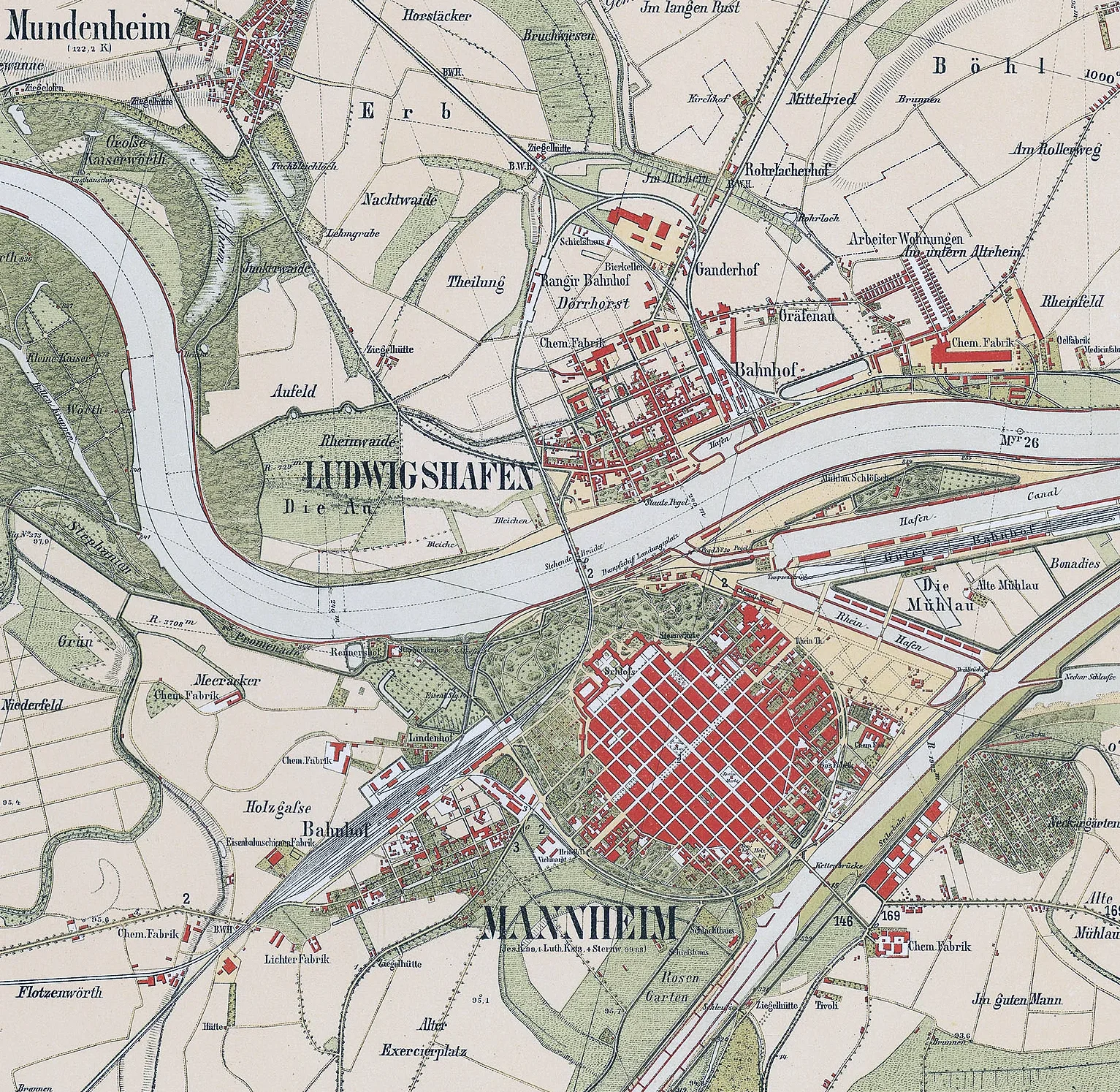
Westliche Anbindung des neuen Rheinhafens an den neuen Bahnhof 1875